# P. K. Priya
Premachandram Kanchana Priya (* 29. April 1988) ist eine ehemalige indische Leichtathletin, die sich auf den Sprint spezialisiert hatte.

## Sportliche Laufbahn
Erste internationale Erfahrungen sammelte P. K. Priya im Jahr 2009, als sie bei den Asienmeisterschaften in Guangzhou der indischen 4-mal-100-Meter-Staffel zum Finaleinzug verhalf und dann im Finale wegen eines Wechselfehlers disqualifiziert wurde. Im Jahr darauf startete sie mit der Staffel bei den Commonwealth Games im heimischen Neu-Delhi und gewann dort in 45,25 s gemeinsam mit Sathi Geetha, Srabani Nanda und H. M. Jyothi die Bronzemedaille hinter den Teams aus England und Ghana. Im August 2015 bestritt sie in Bhopal ihren letzten offiziellen Wettkampf und beendete daraufhin ihre aktive sportliche Karriere im Alter von 27 Jahren.

## Persönliche Bestzeiten
- 100 Meter: 11,97 s (0,0 m/s), 5. Juni 2010 in Bengaluru
- 200 Meter: 25,06 s, 5. Februar 2012 in Bhubaneshwar